# 伊藤忠商事
伊藤忠商事株式会社（いとうちゅうしょうじ、英: ITOCHU Corporation）は、大阪府大阪市北区梅田と東京都港区北青山に本社を置く大手総合商社。登記上の本店は大阪本社。
日経平均株価およびTOPIX Core30、JPX日経インデックス400の構成銘柄の一つ。コーポレートメッセージは「ひとりの商人、無数の使命」（英: I am One with Infinite Missions）。

## 概要
三菱商事、三井物産、住友商事、丸紅と共に五大商社の一つ。また、最近ではここに双日、豊田通商、兼松を追加して八大商社と称されることもある。
戦前は伊藤忠財閥の中核企業であった。伊藤忠財閥は、多数の紡織会社を傘下に持つ繊維財閥であったため、繊維部門の売り上げは群を抜いており、かつては世界最大の繊維商社であった。傘下に有力企業を多数抱えており、現在は祖業である繊維の他に、食料や生活資材、情報通信、保険、金融といった非資源分野全般を強みとしている。
銀行との融資・資本関係としては太平洋戦争以前から旧住友銀行（現三井住友銀行）と親密であったが、戦後住友系列より徐々に離脱し、旧第一銀行（現みずほ銀行）に接近。第一勧銀グループからの流れを受けて、現在は三金会のメンバーに属している。
単体従業員数が大手総合商社（伊藤忠商事、三菱商事、三井物産、住友商事、丸紅）で最少ながら、2015年度（2016年3月期決算）には最終利益で三菱商事を抜き、総合商社業界でトップとなった。しかし、これは資源価格下落により資源分野からの収益が大きい三菱商事と三井物産が創業以来初の最終赤字となったことも大きく、社長の岡藤正広は「不戦勝で土俵にあがったようなもの」と述べている。
社員の健康増進を図る健康経営を推進している。朝型勤務の奨励、がんの早期発見・がん先端医療の無償化などの社員のがん治療との両立支援 などが報じられている。
2018年4月、岡藤が会長兼最高経営責任者（CEO）に就任。大手商社で会長がCEOを務める体制は異例であり、岡藤の注力した中国最大の国有複合企業「中国中信集団」（CITIC）との提携が、効果の面で課題が残っているためで、当面は「二頭体制」としている。

## 歴史
1858年、初代伊藤忠兵衛が麻布（あさぬの）の「持下り」行商を開始したことをもって創業としている。同業の丸紅とは同じ起源となっている。その後、いったん丸紅と分割されたものの、戦時中に再度合併（大建産業）、戦後の財閥解体措置により再度両社は分割され、1949年に現在と直接つながる伊藤忠商事株式会社が設立された。

### 百貨店業への進出と挫折
1962年には創業者・中林仁一郎の死後、経営が悪化していた京都市の百貨店「丸物（現在の近鉄百貨店の前身企業のひとつ）」の株式を日興証券から取得した。これは京都・岐阜・東京（池袋）（現・池袋パルコ）・豊橋の4店舗に伊藤忠の商品を流すことで、国内販売網を強化し、消費物資の輸入自由化に対処することが主な狙いだった。提携の一環としてスーパーマーケット「マックストア」を大阪近郊に展開している。
また、丸物に出資する以前には金沢市の百貨店「丸越」（現在の金沢エムザ）とも資本提携しており、丸物や丸越の筆頭株主である名古屋鉄道（名鉄）とも提携することでレジャー部門の強化ももくろんでいた。レジャー部門において、当社はアメリカン・マシン・アンド・ファウンドリー社の日本国内における独占販売・賃貸権を有していたからである。
しかし、いずれの目論見も失敗し、当社は丸物の所有株式売却と提携解消を示唆。京阪神地域には阿倍野・上本町の2店しか百貨店を持たなかった近畿日本鉄道（現在の近鉄グループホールディングス）が救済を表明したため、1966年に全株式を売却した。ただし、後身の近鉄百貨店は資本関係のなくなった現在も取引先の一つである。

## 沿革

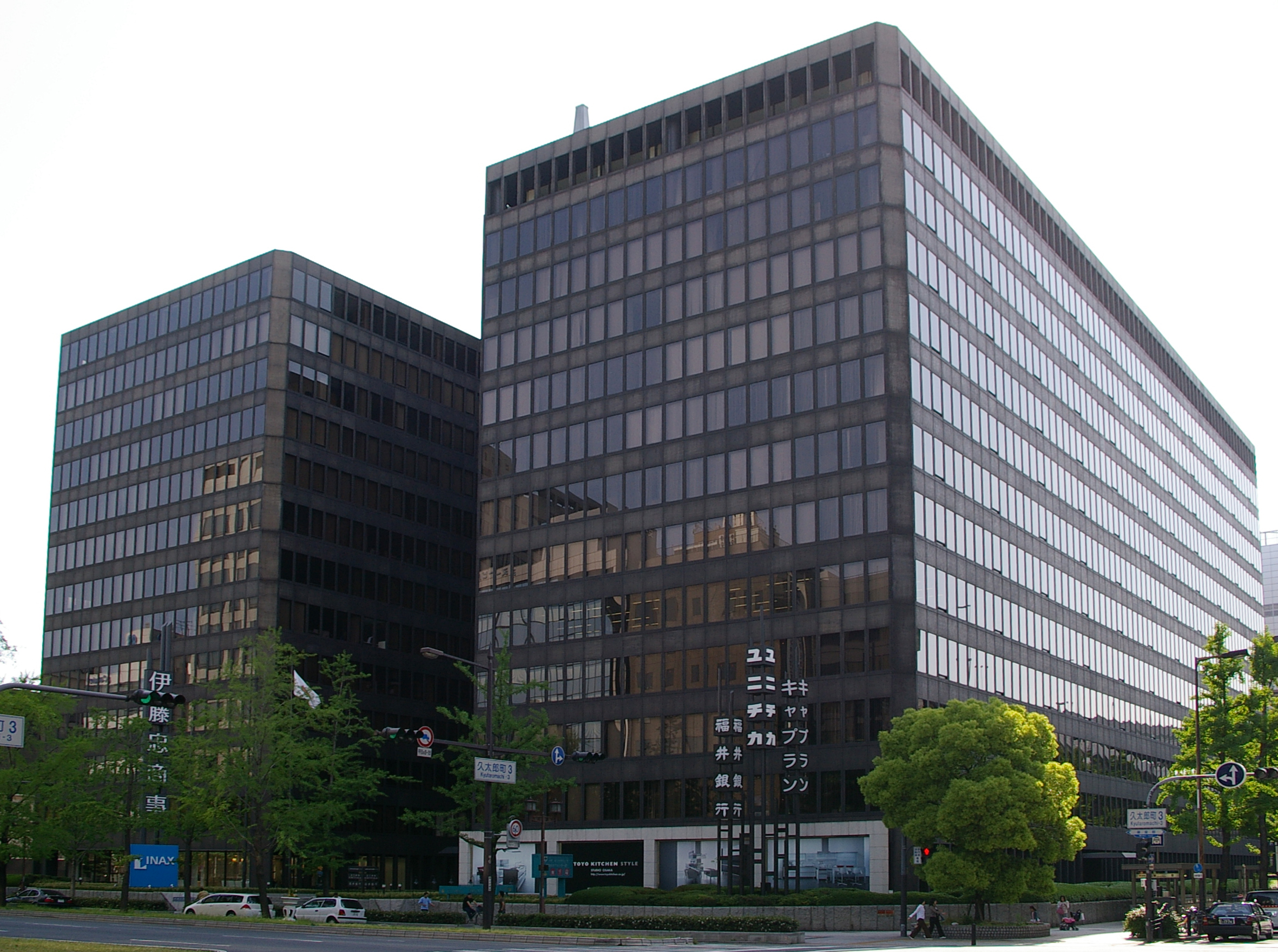
伊藤忠商事 旧大阪本社
画像左が大阪本社が入居していた旧・伊藤忠ビル（現・大阪御堂筋ビル）、画像右は大阪センタービル
（大阪市中央区久太郎町四丁目1番3号）

- 1858年（安政年間）5月 - 伊藤忠兵衛によって麻布類の卸売業として近江国犬上郡八目村（現・豊郷町大字八目）で創業する。
- 1872年（明治時代）1月 - 大阪府東大組（のちの東区、現・大阪市中央区）本町二丁目に紅忠（べんちゅう）を創立する。事実上の本社移転。
- 1884年（明治17年） - 紅忠を伊藤本店とする。
- 1893年 - 伊藤糸店を開く。
- 1914年（大正3年）12月 - 伊藤忠合名会社に改組する。
- 1918年12月 - 伊藤忠合名会社を株式会社伊藤忠商店（丸紅の前身）と伊藤忠商事株式会社に分割する。
- 1941年（昭和16年）9月 - 丸紅商店、伊藤忠商事、岸本商店の3社が合併して、三興株式会社となる。
- 1944年9月 - 三興、大同貿易、呉羽紡績の3社が合併して、大建産業株式会社となる。
- 1949年12月1日 - 大建産業が過度経済力集中排除法の適用を受け、伊藤忠商事、丸紅、呉羽紡績、尼崎製釘所(現・アマティ)に分割される。
- 1961年12月 - 森岡興業株式会社を合併する。
- 1962年8月29日 - 京都の百貨店・丸物（現・近鉄百貨店）の株式150万株の取得を発表、同年10月に取得した。
- 1962年10月 - 丸物と提携したスーパーマーケット「マックストア」1号店の淡路店を開業する。
- 1964年4月 - 青木商事株式会社を合併する。
- 1966年4月 - 丸物の株式を近畿日本鉄道（現・近鉄グループホールディングス）に売却する。
- 1967年10月1日 - 東京都中央区日本橋本町二丁目の東京支社を東京本社に改め、大阪本社との二本社制とする。
- 1969年5月6日 - 大阪市東区北久太郎町四丁目（現・中央区久太郎町四丁目）の伊藤忠ビル（現・大阪御堂筋ビル）へ大阪本社が移転する。
- 1977年10月 - 安宅産業株式会社を合併。安宅より引き継いだ鉄鋼部門の併呑により、従来の繊維中心から、名実共に総合商社へ飛躍する端緒となる（安宅産業破綻の項も参照）。
- 1980年11月 - 東京都港区北青山二丁目の伊藤忠商事東京本社ビルへ東京本社が移転する。
- 1992年 - 英文社名を「ITOCHU Corporation」とし、新ロゴマークを制定[注釈 3]。
- 2005年（平成17年） - オランダとオーストリアに本社を有するスポーツブランド・HEAD（英語版）の日本市場におけるアパレル及びアクセサリー関連商品のライセンス展開を開始[19]。
- 2008年2月 - 伊藤忠エネクス、大阪ガス、ジャパンエナジー（現・ENEOS）、日商LPガスとの5社でLPG事業再編統合本格的検討開始。
- 2011年5月6日 - 中期経営計画 「Brand-new Deal 2012」を開始。
- 2011年8月15日 - 大阪市北区梅田三丁目のJR大阪駅ノースゲートビルディングへ大阪本社が移転する[20]。
- 2011年6月16日 - 米国Drummond社コロンビア炭鉱へ出資。
- 2012年12月25日 - 世界最大の青果物メジャー・米国Dole社のアジア・青果物事業およびグローバル・加工食品事業を買収。
- 2014年5月29日 - エドウイングループへ出資。
- 2014年7月24日 - タイ最大財閥Charoen Pokphand（チャロン・ポカパン）グループと戦略的業務提携。
- 2015年1月20日 - チャロン・ポカパングループと共に中国最大の国有企業グループである中国中信集団の中核企業、中信集団との戦略的業務・資本提携。
- 2017年10月20日 -  セルビア初の大型PPP（官民連携）廃棄物処理発電事業をベオグラード市政府と契約調印。
- 2024年3月 - 伊藤忠エネクス並びにジェイ・ウィル・パートナーズとの共同でビッグモーターの買収を発表。会社分割方式で中古車事業を同年5月1日に設立した新会社「WECARS」に継承した[21][22]。
- 2024年
  - 9月6日 - 9月6日から10月22日までの間、セコムと共にパスコに対する株式公開買付け（TOB）を実施。株式所有割合を94.66%とし、東京証券取引所での手続き後にパスコの株式上場を廃止する[23]。

### 歴代社長
- 初代　　伊藤忠兵衛（初代）

- 二代　　伊藤忠兵衛（二代目）
- 三代　　伊藤竹之助

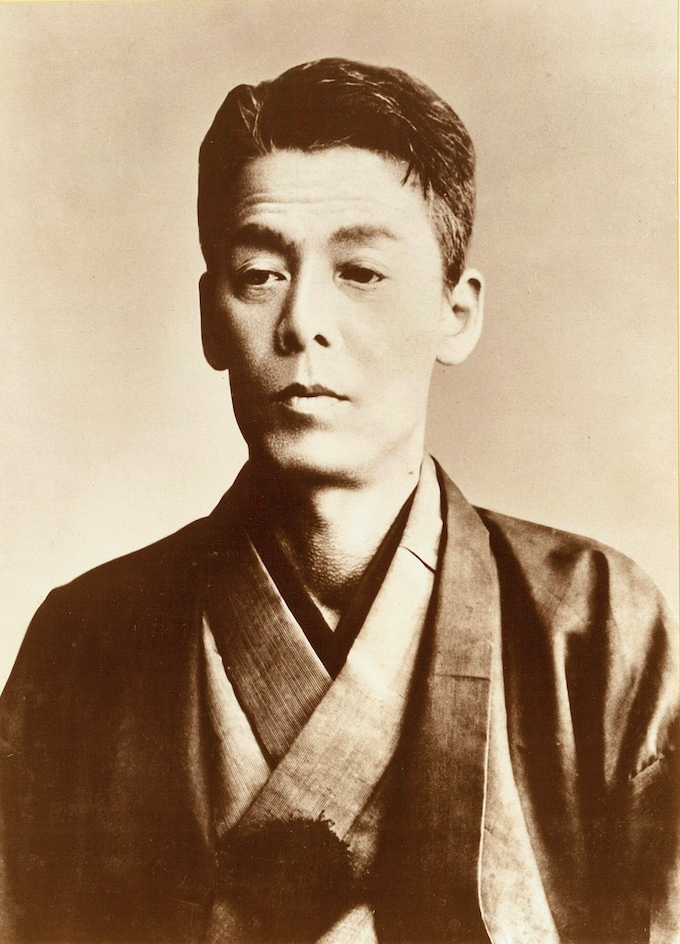
初代伊藤忠兵衛

- 四代　　小菅宇一郎（1949年 - 1960年）
- 五代　　越後正一（1960年 - 1974年）
- 六代　　戸崎誠喜（1974年 - 1983年）
- 七代　　米倉功（1983年 - 1990年）
- 八代　　室伏稔（1990年 - 1998年）
- 九代　　丹羽宇一郎（1998年 - 2004年）
- 十代　　小林栄三（2004年 - 2010年）
- 十一代　岡藤正広（2010年 - 2018年）東京大学経済学部卒
- 十二代　鈴木善久（2018年 - 2021年）東京大学工学部卒
- 十三代　石井敬太（2021年4月 - 現職）早稲田大学法学部卒

## ビジネス戦略
- 収益に占める資源以外（非資源）の割合は2013年に83%（米国会計基準）、2014年に108%（国際会計基準）と非常に大きく、なかでもその半分以上を占める生活消費関連分野は業界最大の収益規模を誇り、2014年には2254億円に達した[24]。
- 主な生活消費関連ブランドは以下の通り。
  - ドール・フード・カンパニー
  - クレヴィア
  - エキサイト
  - ファミリーマート：1998年に経営が厳しい時期ではあったが、約1350億円をかけて商社としてはじめてコンビニエンスストアの経営を行う。
  - プリマハム
  - エビアン
  - ユーグレナ&ヨーグルト
  - サンダルフォー
  - サムソナイト
  - エドウイン
  - アディダス
  - レスポートサック
  - コンバース
  - ポールスミス
  - アウトドアプロダクツ
  - ジョルジオ・アルマーニ
  - ミラ・ショーン
  - ランバン
  - イヴ・サンローラン：1970年代、時代に先駆けてブランドの紳士服地を輸入したことから始まったブランドビジネスは、ブランドという付加価値をつけて製造販売を行うライセンスビジネスを経て、2000年代には、ブランドへの直接投資へと進化した。
  - アンテプリマ
  - エディー・バウアー

## 主要子会社及び関連会社
2022年3月31日現在。太字：連結子会社

### 繊維カンパニー
- 伊藤忠ファッションシステム株式会社（東京都港区）
- 伊藤忠モードパル株式会社（東京都中央区）
- 株式会社エドウイン（東京都品川区）
- 株式会社三景（東京都江東区）
- シーアイ繊維サービス株式会社（大阪市北区）
- シーアイ・ショッピング・サービス株式会社（東京都港区）
- 株式会社ジョイックスコーポレーション（東京都千代田区）
- スキャバル ジャパン株式会社（大阪市中央区）
- ビーエムアイ・ホールディングス株式会社（東京都千代田区）
- 株式会社ユニコ（東京都中央区）
- 株式会社レリアン（東京都世田谷区）
- 株式会社ロイネ（東京都品川区）
- 株式会社コロネット（東京都千代田区）
- 株式会社ドーム（東京都江東区）
- 綾羽株式会社（大阪市中央区）
- 川辺株式会社（東京都新宿区）：東証スタンダード上場
- 株式会社デサント（大阪市天王寺区）：東証プライム上場
- 株式会社寺岡製作所（東京都品川区）：東証スタンダード上場
- マガシーク株式会社（東京都千代田区）
- ワタキューセイモア株式会社（京都府綴喜郡井手町）

### 機械カンパニー
- 伊藤忠プランテック株式会社（東京都港区）
- 株式会社アイメックス（東京都港区）
- 伊藤忠アビエーション株式会社（東京都港区）
- 日本エアロスペース株式会社（東京都港区）
- 伊藤忠オートモービル株式会社（東京都港区）
- 伊藤忠TC建機株式会社（東京都中央区）
- 伊藤忠マシンテクノス株式会社（東京都千代田区）
- 伊藤忠システック株式会社（大阪府大阪市）
- センチュリーメディカル株式会社（東京都品川区）
- 株式会社ヤナセ（東京都港区）
- トーヨーエイテック株式会社（広島市南区）
- 株式会社ジャムコ（東京都立川市）
- いすゞ自動車販売株式会社（東京都品川区）
- 東京センチュリー株式会社（東京都千代田区）：東証プライム上場
- サンコール株式会社（京都府京都市右京区）：東証プライム上場

### 金属カンパニー
- 伊藤忠メタルズ株式会社（東京都港区）
- 日伯鉄鉱石株式会社（東京都港区）
- 伊藤忠鉱物資源開発株式会社（東京都港区）
- 伊藤忠丸紅鉄鋼株式会社（東京都中央区）

### エネルギー・化学品カンパニー
- タキロンシーアイ株式会社[26]（大阪市北区）：東証プライム上場
- 伊藤忠エネクス株式会社（東京都港区）：東証プライム上場
- 伊藤忠石油開発株式会社（東京都港区）
- 伊藤忠ケミカルフロンティア株式会社（東京都港区）
- 伊藤忠プラスチックス株式会社（東京都千代田区）
- 伊藤忠リーテイルリンク株式会社（東京都中央区）
- 日本サニパック株式会社（東京都渋谷区）
- ケミカルロジテック株式会社（東京都港区）
- 株式会社エネアーク（東京都千代田区）
- 日商LPガス株式会社（東京都千代田区）
- ソレイジア・ファーマ株式会社（東京都港区）：東証グロース上場
- 日本南サハ石油株式会社（東京都港区）
- 釧路石炭販売株式会社　(北海道釧路市)
- 株式会社東京堂（東京都江東区）

### 食料カンパニー
- 伊藤忠食品株式会社（大阪市中央区）：東証プライム上場
- 不二製油グループ本社株式会社（大阪府大阪市北区）：東証プライム上場
- 伊藤忠食糧株式会社（東京都港区）
- 伊藤忠飼料株式会社（東京都江東区）
- 伊藤忠フードインベストメント合同会社（東京都港区）
- 日本ニュートリション株式会社（東京都港区）
- Dole International Holdings 株式会社（東京都千代田区）
- 株式会社日本アクセス（東京都品川区）
- ジャパンフーズ株式会社（千葉県長生郡長柄町）：東証スタンダード上場
- ウェルネオシュガー株式会社（東京都中央区）
- 伊藤忠製糖株式会社（愛知県碧南市）
- 久米島製糖株式会社（沖縄県那覇市）
- プリマハム株式会社（東京都品川区）：東証プライム上場
- 株式会社昭和（愛知県稲沢市）
- 株式会社ケーアイ・フレッシュアクセス（東京都中野区）
- コンフェックス株式会社（東京都渋谷区）

### 住生活カンパニー
- 伊藤忠建材株式会社（東京都中央区）
- 伊藤忠紙パルプ株式会社（東京都中央区）
- 伊藤忠セラテック株式会社（愛知県瀬戸市）
- 伊藤忠ロジスティクス株式会社（東京都港区）
- 伊藤忠都市開発株式会社（東京都港区）
- 伊藤忠ハウジング株式会社（東京都港区）
- 伊藤忠アーバンコミュニティ株式会社（東京都中央区）
- 伊藤忠リート・マネジメント株式会社（東京都千代田区） - アドバンス・ロジスティクス投資法人、アドバンス・レジデンス投資法人の資産運用会社
- イトーピアホーム株式会社（東京都中央区）
- 日伯紙パルプ資源開発株式会社（東京都中央区）：王子グループ
- 大建工業株式会社（大阪市北区）：東証プライム上場
- 中設エンジ株式会社[注釈 4]（名古屋市西区）
- 株式会社センチュリー21・ジャパン（東京都港区）：東証スタンダード上場

### 情報・金融カンパニー
- 伊藤忠テクノソリューションズ株式会社（東京都千代田区）
- コネクシオ株式会社（東京都新宿区）：東証プライム上場
- 伊藤忠インタラクティブ（東京都港区）
- 伊藤忠・フジ・パートナーズ株式会社（東京都港区）
- 伊藤忠オリコ保険サービス株式会社（東京都港区）
- I&Tリスクソリューションズ株式会社（東京都港区）
- 伊藤忠ケーブルシステム株式会社（東京都品川区）
- 伊藤忠テクノロジーベンチャーズ株式会社（東京都港区）
- エイツーヘルスケア株式会社（東京都文京区）
- ウェルネス・コミュニケーションズ株式会社（東京都港区）
- アシュリオン・ジャパン株式会社（東京都港区）
- イー・ギャランティ株式会社（東京都港区）：東証プライム上場
- 株式会社ベルシステム24ホールディングス（東京都中央区）：東証プライム上場
- ほけんの窓口グループ株式会社（東京都千代田区）
- 株式会社オリエントコーポレーション （東京都千代田区）：東証プライム上場
- Gardia株式会社（東京都港区）
- 株式会社GLコネクト（東京都港区）
- 株式会社スペースシャワーネットワーク（東京都港区）：東証スタンダード上場
- 株式会社Paidy（東京都港区）
- ポケットカード株式会社（東京都港区）
- 株式会社マネーコミュニケーションズ（東京都港区）
- 株式会社伊藤忠総研（東京都港区）

### 第8カンパニー
- 株式会社ファミリーマート（東京都港区）

### その他関連会社
- 伊藤忠フィナンシャルマネジメント株式会社（東京都港区）
- 伊藤忠人事総務サービス株式会社（東京都港区）

## 主な海外拠点
- ITOCHU Europe PLC

## 広報活動
- TBSテレビにて土曜の21時54分から22時に、当社の一社提供番組として『きょうの、あきない』が放送されていた[27]。
- モリゾーとキッコロ[注釈 5]
- OC.RFC - 伊藤忠商事とオリコを母体とするラグビー部。現在関東社会人リーグ1部に所属。
- 伊藤忠記念財団

## 不祥事・事件・問題・批判
東芝機械ココム違反事件
1987年、東芝機械（現：芝浦機械）がココム規制に違反してソ連に大型工作機械を不正に輸出した事件で、仲介した伊藤忠商事は、3か月の輸出停止処分を受けた。

## テレビ番組
- 日経スペシャル ガイアの夜明け 商社マン一年生物語 〜伊藤忠商事・新入社員の成長記録〜（2003年9月23日、テレビ東京）[29]
- 日経スペシャル カンブリア宮殿（テレビ東京）
  - 「ニッポンの人と技術を育てろ!」（2008年3月3日）- 会長 丹羽宇一郎出演[30]。
  - 就職人気ナンバーワン！商人集団「伊藤忠」強さの秘密、万年4位からの下克上! 「伊藤忠」強さの秘密（2023年3月9日）- 社長COO 石井敬太出演[31][32]。